# Arthur Shawcross
Arthur John Shawcross (Kittery, Maine, 6 de junho de 1945 - Albany, Nova Iorque, 10 de novembro de 2008) foi um assassino em série que matou ao menos 11 mulheres, quase todas prostitutas, em Rochester, Condado de Monroe, Nova Iorque, entre 1988 e 1990. Ele também é conhecido como Genesee River Killer (Assassino do Rio Genesee) ou Rochester Strangler (Estrangulador de Rochester).
Ele já havia matado duas crianças em 1972, mas cumpriu 15 anos de prisão pela morte de apenas uma delas. Depois de solto, voltou a matar. Morreu na prisão em 2008.

## Biografia
Arthur Shawcross era o primeiro de quatro filhos de Arthur Roy Shawcross e Elizabeth "Bessie" ("Betty") Yerakes Shawcross. Sua família se mudou para Watertown, Nova York, quando ele ainda era jovem.
Na escola, Arthur passou os dois primeiros anos com notas A e B, mas depois foi avaliados como tendo uma personalidade "retardada", com de QI de 86, significando inteligência abaixo da média. Também tinha a reputação de ser um valentão, costumando agir com violência, e acabou abandonando o Ensino Médio em 1960.
Shawcross disse depois de preso que  durante a infância costumava fazer xixi na cama (ver Tríade MacDonald). Também disse que sua mãe inseria objetos em seu ânus e que uma tia fazia sexo oral com ele quando tinha apenas 9 anos e que, durante o ensino médio, mantinha relações sexuais com sua irmã. Seus pais, no entanto, negaram as alegações de abuso sexual.
Segundo o livro Arthur Shawcross: The Genesee River Killer (True Crime Shorts Book 13), durante um de seus depoimentos ele teria dito também que sua vida ia bem até seus oito anos de idade, até sua mãe descobrir que seu pai tinha um filho fora do casamento.
Em abril de 1967, aos 21 anos, ele foi convocado pelo Exército. Nesta época também se divorciou de sua primeira esposa, que o acusou de comportamento abusivo, tendo ele desistido dos direitos ao filho de 18 meses, que nunca mais viu. Cumpriu uma missão no Vietnã e costumava se vangloriar de ações como "decapitar mulheres e pregar a cabeça nas árvores como um aviso aos vietcongues ", mas de fato ele nunca havia estado em combate.
Depois do Vietnã, ele serviu em Fort Sill, em Lawton, Oklahoma. Nesta época, já casado novamente, sua segunda esposa notou que ele apresentava um "comportamento perturbador", como provocar incêndios. Um psiquiatra do Exército teria então dito a ela que ele tinha prazer sexual com os incêndios. Após sua dispensa do Exército, mudou-se com a esposa de Oklahoma para Clayton, Nova York, mas o casal se divorciou em seguida.
Arthur Shawcross então acabou se envolvendo em crimes como incêndios criminosos e roubos, tendo cumprido uma a sentença de cinco anos no Centro Correcional Attica e, posteriormente, no Centro Correcional de Auburn. Foi libertado em outubro de 1971, em parte devido ao seu papel no resgate de um agente penitenciário durante um tumulto na prisão.
Shawcross voltou a Watertown, onde conseguiu um emprego no Departamento de Obras Públicas. Se casou também pela terceira vez, com Penny Sherbino, que estava grávida.

## Os crimes
Seus primeiros assassinatos conhecidos foram em 1972. Em 7 de maio daquele ano ele estuprou e matou, por sufocamento, Jack Owen Blake, 10 anos, sua primeira vítima conhecida, depois de atrair o garoto para um bosque em Watertown. O corpo de Jack não foi encontrado até as autoridades receberem uma denúncia por telefone em 5 de setembro. Em 2 de setembro, pouco antes da descoberta do corpo de Jack, ele estuprou e matou, também por sufocamento, Karen Ann Hill, de oito anos. Seu corpo foi encontrado perto de uma ponte, onde testemunhas haviam visto Arthur com a menina.
Shawcross foi preso no dia seguinte, em 3 de setembro de 1972. Ele, então com 27 anos de idade, confessou os dois assassinatos, mas durante o julgamento, o procurador do distrito de Jefferson, William McClusky, argumentou que não havia evidências diretas ligando Arthur ao assassinato de Blake e ele acabou inocentado deste crime, apenas cumprindo 14 anos de uma pena de 25 pela morte de Karen Hill. Ele também acabou se separando de sua terceira esposa, que pediu o divórcio.
Após cumprir sua pena no Centro Correcional Green Haven, os assistentes sociais avaliaram que ele não representava mais perigo e ele acabou solto, em liberdade condicional, em abril de 1987. A sua soltura desconsiderou, no entanto, a avaliação psiquiátrica que o diagnosticava como "psicopata esquizóide".
Depois de conseguir a liberdade condicional, se mudou, com a então namorada Rose Marie Walley, para Binghamton, Delhi e Fleischmanns, onde foi hostilizado após os moradores das cidades descobrirem sua  identidade. Assim, no final de junho de 1987, uma autoridade da condicional o transferiu para Rochester, mas não notificou os policiais da cidade, onde o casal posteriormente passou a residir na 241 Alexander Streeet. Nesta época, ele se casou com Walley, mas em seguida teria passado a procurar prostitutas e arranjado uma amante, chamada Clara Neal.
Em março de 1988, Shawcross começou a assassinar novamente, principalmente profissionais do sexo que trabalhavam na área onde morava - além da área da June Stott, o local onde fez sua primeira vítima, a prostituta Dorothy Blackburn, em março de 1988. O corpo de Dorothy foi encontrado no Rio Genesee e tinha sinais de violência, que incluíam marcas de mordidas na região da virilha e estrangulamento.
Estima-se que ele tenha matado ao menos onze (11) mulheres entre 1988 e 1990.
Sua liberação e a descoberta posterior dos assassinatos das mulheres fez com que o sistema fosse duramente criticado pelo público e a imprensa. O psiquiatra Dr. Michael H. Stone, professor da  Universidade da Columbia, escreveu em seu livro em seu livro The Anatomy of Evil que a soltura de Shawcross tinha sido "um dos exemplos mais flagrantes da libertação injustificada de um prisioneiro".

### Perfil das vítimas
Mulheres, geralmente prostitutas, entre os 20 e 33 anos de idade. Apenas uma de suas vítimas tinha mais de 33 anos - Dorothy Keeler tinha 59 anos.
Ele acabou sendo julgado pela morte de apenas onze (11) de suas vítimas.
|    | Nome da vítima             | Idade | Data do desaparecimento | Data da descoberta do corpo                              | Observações |
| 1  | Dorothy "Dotsie" Blackburn | 27    | 18 de março de 1988     | 24 de março de 1988, no Genesee River                    | Prostituta que trabalhava geralmente na Lyell Avenue e era viciada em cocaína |
| 2  | Anna Marie Steffen         | 28    | 9 de julho de 1988      | 11 de setembro de 1988                                   | Prostituta que trabalhava geralmente na Lyell Avenue |
| 3  | Dorothy Keeler             | 59    | 29 de julho de 1989     | 21 de outubro de 1989                                    | Sem-teto, seu corpo foi encontrado decapitado |
| 4  | Patricia "Patty" Ives      | 25    | 29 de setembro de 1989  | 27 de outubro de 1989, debaixo de uma pilha de escombros | Prostituta que trabalhava geralmente na Lyell Avenue |
| 5  | June Stott                 | 30    | 23 de outubro de 1989   | 23 de novembro de 1989                                   | Usuária de drogas, sofreu mutilação anal e seu foi cortado da garganta até a virilha. Seus lábios também haviam sido cortados e provavelmente levados pelo assassino.                                          |
| 6  | Marie Welch                | 22    | 5 de novembro de 1989   | 05 de janeiro de 1990                                    | Prostituta que trabalhava geralmente na Lyell Avenue |
| 7  | Frances "Franny" Brown     | 22    | 11 de novembro de 1989  | 15 de novembro de 1989, no Genesee River                 | Prostituta que trabalhava geralmente na Lyell Avenue |
| 8  | Kimberly Logan             | 30    | 15 de novembro de 1989  | 15 de novembro de 1989                                   | Prostituta que trabalhava geralmente na Lyell Avenue. Em sua garganta foi encontrada sujeira, como folhas, da mesma forma como Arthur havia feito com Karen Ann Hill, a menina que havia matado 17 anos antes. |
| 9  | Elizabeth "Liz" Gibson     | 29    | 25 de novembro de 1989  | 27 de novembro de 1989                                   | |
| 10 | Felicia Stephens           | 20    | 28 de dezembro de 1989  | 31 de dezembro de 1989                                   | Única vítima pela qual não foi julgado |
| 11 | June Cicero                | 33    | 17 de dezembro de 1989  | 03 de janeiro de 1990                                    | |
| 12 | Darlene Trippi             | 32    | 15 de dezembro de 1989  | 05 de janeiro de 1990                                    | |

### Modus operandi
Arthur atraía mulheres, geralmente prostitutas, e quando elas entravam em seu carro (um Dodge Omni azul-celest 1984 ou uma Chevy Celebrity cinza-azul 1987 que pertencia a sua amante Clara Neal) ele as matava por espancamento, estrangulamento e mutilava seus corpos, algumas vezes mordendo e comendo partes de seus corpos (canibalismo). Descartou ao menos alguns corpos no Rio Genesse e há indícios de que sofresse alguma disfunção sexual, não tendo tido relações sexuais com as vítimas. Nenhuma evidência de sêmen foi entrada nas cenas dos crimes.

## Investigações
Com poucas evidências e pouco interesse do público no caso de Dorothy Blackburn, por se tratar da morte de uma prostituta, o caso ficou arquivado por mais de um ano, apesar de outros assassinatos de prostitutas acontecerem naquele tempo. No entanto, a descoberta do corpo de Anna Steffen, em 9 de setembro de 1989, fez as evidências apontarem para vários dos outros casos. Uma delas é que Anna havia morrido de asfixia e seu corpo havia sido descartado como o de Blackburn.
Em 21 de outubro de 1989 o corpo da sem-teto Dorothy Keeler foi descoberto e em 25 de outubro, o de Patricia Ives, e a imprensa começou a mostrar interesse no assunto. O criminoso, ainda desconhecido, ganhou  então o apelido de Genesee River Killer  e de  Rochester Strangler e com quatro corpos descobertos, a polícia começou a pensar na atuação de um assassino em série. "Três das vítimas eram prostitutas da Lyell Avenue e todas as vítimas tinham marcas de mordida e tinha sido estrangulado até a morte, escreveu o Greelane.
A polícia emitiu um alerta para que todas as profissionais do sexo prestassem atenção em homens estranhos e as investigações se centraram na revisão das fichas criminais de infratores que estivessem residindo na área. No entanto, como a ficha criminal de Arthur não havia sido enviada para a polícia local, que desconhecia que ele morava em Rochester, ele acabou não sendo investigado.
No início de novembro de 1989, a prostituta Jo Ann Van Nostrand procurou a polícia e lhes deu um nome: "Mitch" (ou "Mike"). Ela também disse que ele havia tentado estrangulá-la. Enquanto isto, o número de vítimas aumentava e quando chegou a onze, a polícia pediu ajuda ao FBI. O perfil criminal do Genesee River Killer  o descreveu como: um homem branco na faixa dos 20 ou 30 anos, forte, provavelmente com antecedentes criminais, familiarizado com a área e suficientemente confortável com as vítimas para que elas entrassem em seu carro sem questionar.
Em 27 de novembro de 1989, o corpo de Elizabeth Gibson foi encontrado e testemunhas disseram tê-la visto com "Mitch" pouco antes dela desaparecer. Mesmo assim, a policia não conseguiu identificar o criminoso.
Em 31 de dezembro de 1989, a polícia encontrou uma calça jeans com a carteira de identidade num dos bolsos, em nome de Felicia Stephens. Buscas, com o uso de um helicóptero, foram feitas e no dia 02 de janeiro de 1990, um corpo foi encontrado. Não era o de Felicia, mas o da prostituta desparecida June Cicero. Ela também havia sofrido mutilação post-mortem, além do corpo ter sido serrado praticamente ao meio.
Sobrevoando a área, os policiais viram um um homem parado na ponte ao lado de uma pequena van. Segundo o site especializado em  biografias Biography, "ele parecia estar se masturbando ou urinando. Felizmente para as autoridades, Shawcross havia retornado à cena de um de seus crimes para reviver o prazer do ataque. As equipes policiais em terra foram alertadas sobre o veículo e finalmente chegaram ao nome de Arthur Shawcross, que na época usava o carro de sua namoraca Clara Neal. Quando abordado, Shawcross concordou em ajudar a polícia nas investigações. Ele então revelou que já havia estado preso por homicídio culposo.
Uma foto de Arthur logo possibilitou sua identificação como sendo o suspeito "Mitch", mas mesmo assim a polícia não tinha evidências suficientes para incriminá-lo, uma vez que ele se negou a confessar os crimes. No entanto, ele acabou vinculado à morte de June após ter presenteado a namorada Clara com uma joia pertencente à vítima. Pressionado pela polícia, ele acabou confessando a maioria dos assassinatos, inclusive revelando os das prostitutas Maria Welsh e Darlene Trippi e indicando o local onde seus corpos estavam.

## Julgamento e pena
Em novembro de 1990, Shawcross foi julgado pelos 10 assassinatos no Condado de Monroe -  Elizabeth Gibson havia sido morta no vizinho Condado de Wayne. Shawcross se declarou inocente, alegando insanidade, usando o  depoimentos da psiquiatra Dorothy Lewis de que ele tinha danos cerebrais, transtorno de personalidade múltipla (transtorno dissociativo de identidade) e transtorno de estresse pós-traumático, além de ter sido abusado sexualmente quando criança.
No entanto, sua alegação de insanidade não foi aceita e ele foi sentenciado "culpado", recebendo uma pena de 25 anos por cada assassinato em Monroe, totalizando 250 anos de prisão. Em Wayne, pela morte de Elizabeth Gibson, recebeu uma pena de prisão perpétua, tendo mudado de tática e se declarado "culpado", invés de "insano".
Cumpriu sua pena na Sullivan Correctional Facility of Fallsburg, Nova York, de onde foi levado ao Albany Medical Center no dia 10 de novembro de 2008  depois de se queixar de uma dor na perna.

## Morte
Morreu em 10 de novembro de 2008, no Albany Medical Center, de parada cardíaca. Seu corpo foi cremado.